# Мамін Юрій Борисович
Юрій Борисович Мамін (нар.. 8 травня 1946, Ленінград, Російська РФСР, СРСР) — радянський і російський режисер театру і кіно, сценарист, актор, композитор, телеведучий. Заслужений діяч мистецтв Російської Федерації (1997).

## Біографія
Народився 8 травня 1946 року в Ленінграді, в 1964 році закінчив школу № 211, Горохова вулиця, будинок № 20.
У 1969 році закінчив режисерське відділення факультету драматичного мистецтва ЛДІТМіК, де займався в майстерні народного артиста РРФСР Леоніда Макар'єва.
Після закінчення інституту працював режисером драматичного театру в місті Великі Луки. У 1976—1979 роках працював режисером у «Ленконцерті». З 1976 року почав працювати на кіностудії «Ленфільм», як асистента режисера і другого режисера брав участь у постановках фільмів: «Вдови» (1976), «Стрибок з даху», «Фантазії Фарятьєва» (1977), «Літня поїздка до моря» (1978), «Сергій Іванович йде на пенсію» (1980), «Порох» (1985).
У 1982 році закінчив Вищі курси сценаристів і режисерів, де навчався в майстерні Ельдара Рязанова. 1986 року на екрани вийшов фільм «Свято Нептуна», в якому Мамін дебютував як режисер-постановник.
З 1982 по 1994 рік керував драмгуртком при ЛІІЖТі.
В 1994 році поставив у Театрі на Ливарному (Санкт-Петербург) виставу «Кремлівські куранти, або приїжджайте до нас років так через…», за п'єсою Аркадія Тигая. Цього ж року завершив після смерті кінорежисера і свого друга Віктора Арістова його фільм «Дощі в океані».
З 1995 року працював у ТОО «Marina» як автор і ведучий телепрограм «Від форте до п'яно…» (спільно з Олексієм Заліваловим; 1995—1997, РТР), «Хамелеон» (1997—1998, РТР), щотижневої авторської програми «Обсерваторія» (1999—2001, РТР-Петербург) та ін.
У 2000—2003 роках створив сатиричний телесеріал «Російські страшилки» (продюсер Алі Теляков).
29 жовтня 2006 року режисера побили підлітки по дорозі в Пушкіно, де він планував відвідати сценариста В'ячеслава Лейкіна для обговорення деталей майбутніх проектів. За словами Маміна, напад було скоєно за мотивами ксенофобії. Режисер відбувся струсом мозку.
З 2009 року став вести курс «режисури екранних видовищ» у Петербурзькому комерційному інституті телебачення, бізнесу та дизайну (ІТіД).
У 2009—2012 роках вів програму «Будинок культури» на телеканалі 100ТВ і випускав сатиричний журнал «Осколки».
За словами Маміна, його фільм «Не думай про білих мавп» був незаконно скопійований і розміщений на сотнях піратських сайтів, у результаті прокатники відмовилися від укладення контрактів. Режисер виплачував борги протягом десятиліття: довелося продати все, що було, включаючи квартиру в Петербурзі.
З 2016 року Юрій Мамін викладав у Санкт-Петербурькому гуманітарному університеті профспілок режисуру мультимедіа та акторську майстерність, і до половини третього курсу був майстром однієї з навчальних груп, після чого звільнився. У процесі роботи Мамін входив до складу журі конкурсів і виступав на наукових конференціях, проводив спеціальні заняття зі школярами та абітурієнтами.
У березні 2019 року емігрував до США, пояснивши, що «в сучасній Росії у кінематографістів, які відмовляються обслуговувати інтереси влади, немає ніяких перспектив».
6 лютого 2020 року Юрій Мамін створив канал [Архівовано 24 червня 2021 у Wayback Machine.] на YouTube, і 9 лютого виклав перший випуск авторської програми «Будинок культури Юрія Маміна». Режисер так описує свій проект: «я подумав: що сидіти і чекати, коли розглянуть мої кінопроекти? Я почну робити щось, що я звик <…> Це передача, де я знайомлю з тими, хто справив на мене враження, зацікавлюю цими особистостями людей, і вони стають для них відомими; і паралельно я виконую свою егоїстичну задачу: я знайомлю зі своїми творами, говорячи про цих людей».
В одному з випусків «Будинку культури Юрія Маміна» режисер сказав, що пише книгу «Люди, гади, життя», в якій викладає «всі спомини про тих, з ким бачився, з ким працював, про кого багато знаю». «Отак книга позбавить багатьох від зваблювання своїми кумирами», — заявляє автор.

### Сім'я
Дружина — актриса і продюсер Людмила Самохвалова. Дочка — актриса, співачка Катерина Ксеньєва.

## Фільмографія

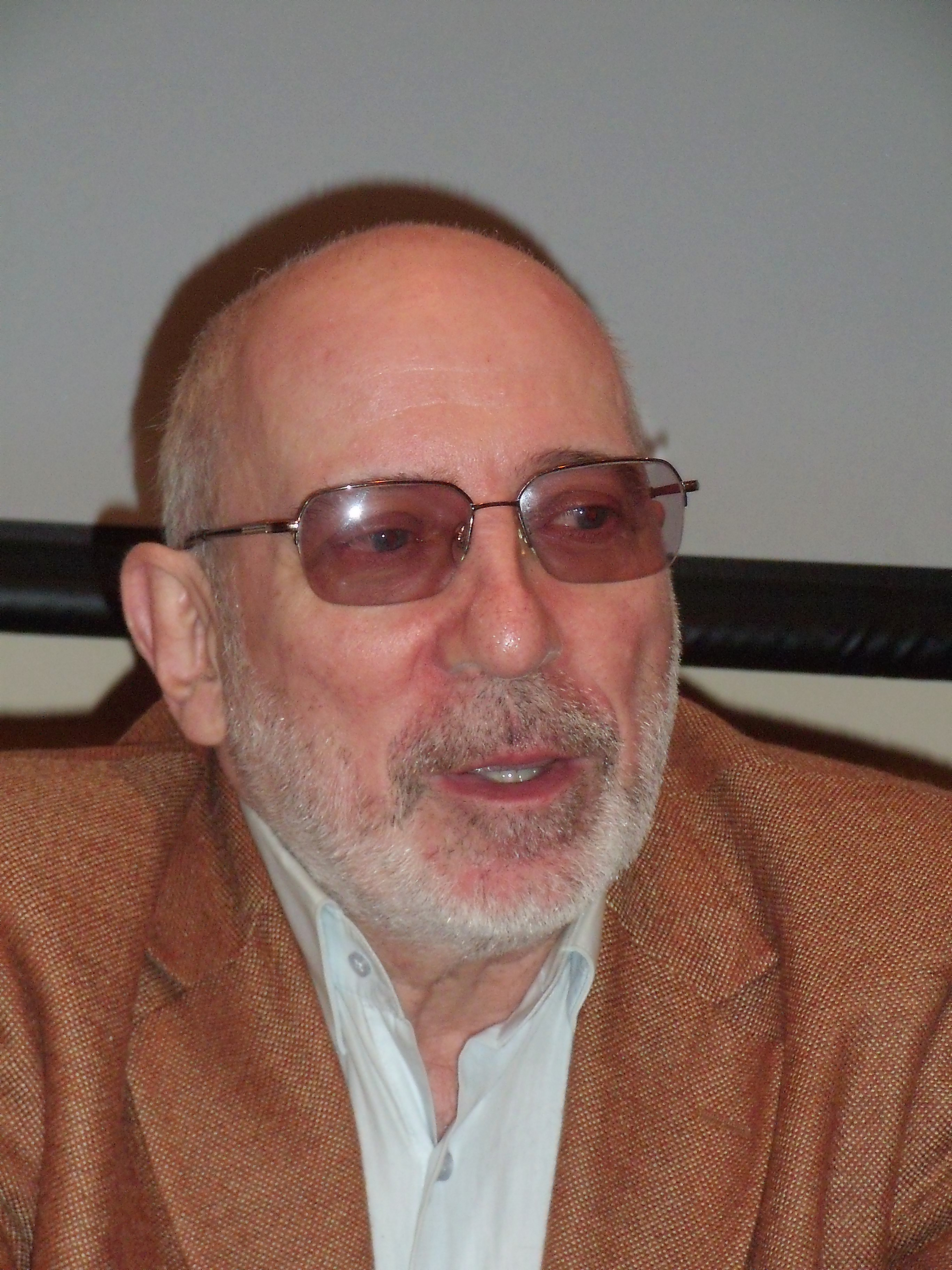
Світлина із творчої зустрічі
з Юрієм Маміним 16 листопада 2011 року

### Режисер
- 1980 — Альтер его (короткометражний)
- 1981 — Черга (короткометражний)
- 1982 — Бажаю вам... (короткометражний)
- 1986 — Свято Нептуна
- 1988 — Фонтан
- 1989 — Нефонтан (короткометражний)
- 1990 — Бакенбарди
- 1993 — Вікно в Париж
- 1994 — Дощі в океані — режисер монтажної версії фільму Віктора Арістова
- 1997 — Санчо з ранчо (пародійний телесеріал в рамках програми Петербурзького телебачення «Хамелеон»)
- 1997 — З Новим роком, Ельдар Олександрович! (телевізійний)
- 1997 — Пливемо на Гаваї[13]
- 1998 — Гірко!
- 2001—2003 — Російські страшилки (телесеріал — 18 серій)
- 2008 — Не думай про білих мавп
- 2010 — Рокмен[14]
- 2011 — Царськосельський Вернісаж (короткометражний, телевізійний)[15]
- 2011 — Юрій Мамін: вивчення російської мови в Америці (документальний)

### Сценарист
- 1980 — Альтер его (короткометражний, СРСР)
- 1982 — Бажаю вам… (короткометражний, СРСР) спільно з В'ячеславом Лейкіним
- 1990 — Імітатор (СРСР) спільно з В. Лейкіним, В. Копильцом, Олегом Фіалко
- 1993 — Вікно в Париж (Росія / Франція) спільно з А. Тігаєм, Володимиром Вардунасом за участю В'ячеслав Лейкіна
- 1998 — Гірко! (Росія) спільно з В. Вардунасом, А. Тігаєм
- 2003 — Російські страшилки (телевізійний серіал, Росія) спільно з В. Вардунасом
- 2008 — Не думай про білих мавп (Росія) спільно з В. Вардунасом

### Композитор
- 1986 — Свято Нептуна (середньометражний, СРСР)
- 1993 — Вікно в Париж (Росія / Франція) спільно з Олексієм Заліваловим
- 1999 — Гірко! (Росія) спільно з Олексієм Заліваловим
- 2001 — Російські страшилки (телевізійний серіал, Росія)

### Актор
- 1988 — Фонтан (СРСР)
- 1990 — Бакенбарди (СРСР)
- 1993 — Вікно в Париж (Росія/Франція)
- 1998 — Гірко! (Росія)
- 2003 — Російські страшилки (телевізійний серіал, Росія: серія «Свиня-перевертень», художник)

### Блогер
- З 2020 року — Цикл передач «Будинок культури Юрія Маміна» на каналі YouTube.

## Нагороди та премії
- 1986 — ВКФ «Молодість» в Києві (гол. приз, фільм «Свято Нептуна»)
- 1986 — МКФ в Мангаймі (Приз «Золотий Дукат», фільм «Свято Нептуна»)
- 1987 — МКФ комедійних фільмів в Габрово (Гран-прі, фільм «Свято Нептуна»
- 1988 — КФ «Золотий Дюк» в Одесі (Гран-прі, Приз критики, Приз кіноклубів, фільм «Фонтан»)
- 1988 — Конкурс професійних премій кіностудії «Ленфільм» і Ленінградського відділення СК (премія ім. Г. Козинцева за кращу режисуру, фільм «Фонтан»)
- 1989 — КФ «Сузір'я» (Спеціальний приз акторському ансамблю, фільм «Фонтан»)
- 1989 — МКФ авторського фільму в Сан-Ремо (Спеціальна премія журі, фільм «Фонтан»)
- 1989 — МКФ у Веві (Гран-прі «золота тростина», фільм «Фонтан»)
- 1989 — МКФ в Кемпері (Гран-прі, фільм «Фонтан»)
- 1989 — МКФ в Лас-Вегасі (Гран-прі, фільм «Фонтан»)
- 1989 — МКФ в Троє (Гран-прі, фільм «Фонтан»)
- 1989 — МКФ комедійних фільмів у Габрові (Гран-прі, фільм «Фонтан»)
- 1989 — Міжнародна кінозустріч у Бельфорі (Приз публіки, фільм «Фонтан»)
- 1990 — МКФ в Клермон-Феррані (премія за найкращий дебют, фільм «Фонтан»)
- 1990 — МКФ в Сан-Себастьяні (Приз FIPRESCI, фільм «Бакенбарди»)
- 1993 — Конкурс професійних премій кіностудії «Ленфільм» і Ленінградського відділення СК (премія кінопреси Санкт-Петербурга за найкращий фільм року, фільм «Вікно в Париж»)
- 1993 — МКФ комедійних фільмів у Торремоліносі (Приз «Срібна Рибальська мережа», фільм «Фонтан»)
- 1993 — ОКФ «Кіношок» в Анапі (Приз за найкращу режисуру, фільм «Вікно в Париж»)
- 1993 — Фестиваль сатири і гумору в Санкт-Петербурзі (Приз «Золотий Остап», фільм «Вікно в Париж»)
- 1994 — МКФ у Берліні (Приз газети Junge Welt, фільм «Вікно в Париж»)
- 1994 — Премія «Золотий Овен» (за найкращу кінокомедію, фільм «Вікно в Париж»)
- 1998 — КФ «Вікно в Європу» у Виборз (Приз глядацьких симпатій, фільм «Гірко!»)
- 2008 — Приз Міжнародної Федерації Кіноклубів Московського міжнародного кінофестивалю (фільм «Не думай про білих мавп»)
- 2008 — Приз За новаторство в жанрі кінокомедії на кінофестивалі «Посміхнися, Росія» (фільм еН думай про білих мавп")
- 2009 — Гран-прі як найкращий зарубіжний фільм на міжнародному кінофестивалі «The End of the Pier» (Велика Британія) (фільм «Не думай про білих мавп»)
- 2009 — Художня премія «Петрополь» за видатний внесок у мистецтво кінокомедії (Росія) (фільм «Не думай про білих мавп»)
- 2009 — Гран-прі як найкращий зарубіжний фільм на міжнародному кінофестивалі авторського кіно в Рабаті (Марокко) (фільм «Не думай про білих мавп»)
- 2009 — Спеціальна премія короля Марокко Хасана II на міжнародному кінофестивалі авторського кіно в Рабаті (Марокко) (фільм «Не думай про білих мавп»)
- 2011 — Царскосельська мистецька премія. За цикл сучасних телепрограм «Будинок культури» на телеканалі 100ТВ